# World Cup Carnival
World Cup Carnival, presentato a video come The Official World Cup Carnival: Mexico '86, è un videogioco di calcio pubblicato nel 1986 per gli home computer Amstrad CPC, Commodore 16, Commodore 64 e ZX Spectrum dalla U.S. Gold. È basato con licenza ufficiale sul Campionato mondiale di calcio 1986 e fu il primo videogioco legato ufficialmente a un mondiale di calcio; tutti i successivi campionati ne hanno avuto almeno uno.
Il gioco è una rielaborazione di World Cup Football, anche noto come World Cup, uscito nel 1984-1985 per gli stessi sistemi. L'edizione per Commodore 64 in particolare è basata su una seconda versione di World Cup Football intitolata World Cup II. In partita World Cup Carnival è praticamente identico a World Cup Football, con modifiche estetiche dei cartelloni pubblicitari, mentre sono state aggiunte nuove sequenze di allenamento.

## Modalità di gioco
La visuale sul campo, ampio circa come tre schermi, è in prospettiva dal lato più lungo, con scorrimento orizzontale. Nella versione Commodore 64 è presente anche un breve scorrimento verticale. Una partita può essere giocata da due giocatori umani in competizione oppure da un giocatore contro il computer. I calciatori in campo sono 5 per squadra oltre al portiere e le partite durano circa tre minuti reali, poi inizia un tempo supplementare indefinito dove vince chi fa il primo gol.
Il controllo è limitato ai movimenti direzionali e all'uso del pulsante o tasto di fuoco per calciare nella direzione di marcia, senza distinzioni tra tipi di tiro. Nelle versioni Commodore il pulsante permette anche di cambiare il calciatore attualmente controllato, evidenziato dal colore, con quello più vicino alla palla; nelle altre versioni la selezione è automatica. Per rubare palla all'avversario ci si deve soltanto passare sopra, non esistono mosse difensive come le scivolate. Con il pulsante si fa anche tuffare il portiere; è il suo unico movimento controllabile e la direzione di tuffo è automatica. Calcio d'angolo, rimessa laterale e rinvio da fondo campo vengono sempre battuti automaticamente da un calciatore controllato dal computer. I compagni di squadra attualmente non controllati, a parte i posizionamenti generali, stanno completamente fermi.
Nella modalità normale si affronta il campionato cominciando dai quarti di finale. Si affrontano 8 squadre nazionali scelte tra dieci delle più quotate squadre partecipanti al mondiale 1986 (tra tutte e 24 nella versione Spectrum). Fino a 8 giocatori umani (solo 2 su Commodore 16) possono partecipare alla competizione, le restanti squadre sono controllate dal computer.
Ci sono inoltre tre modalità di allenamento, l'unica novità sostanziale rispetto a World Cup Football, che sono in pratica minigiochi aggiuntivi che non hanno niente a che vedere con ciò che avviene nelle partite di campionato. Le tre modalità avvengono nello stesso scenario delle partite, a visuale più ravvicinata nel caso di Amstrad e Spectrum, e sono:
- Tiro di rigori - Si carica la potenza della rincorsa scuotendo velocemente i controlli, poi si deve calciare al momento giusto e si può direzionare il tiro.
- Parata di rigori - Si sceglie la direzione dell'eventuale tuffo.
- Controllo della palla - Un calciatore solo deve palleggiare più a lungo possibile senza far cadere la palla a terra. Si possono effettuare colpi con le gambe o di testa.

## Allegati
Le confezioni originali includevano vario materiale a tema sull'imminente campionato del mondo: alcuni poster, adesivi di bandiere, uno stemma di stoffa da cucire, e un tagliando per un concorso a premi in cui si dovevano indovinare le migliori squadre del mondiale.

## Accoglienza
Le riviste di settore criticarono spesso il fatto che World Cup Carnival fosse praticamente una riedizione, con l'aggiunta di una bella presentazione e poco più, di un titolo ormai datato, senza neppure dichiararlo apertamente. Venne anche lanciato a prezzo pieno, più alto di quanto era costato a suo tempo World Cup Football, che nel frattempo era ormai entrato nella fascia economica. Ci furono diverse recensioni estremamente negative, come il giudizio complessivo di 11% di Zzap! 3 e il valore aggiunto di 0% di Amstrad Action 11.
Il produttore U.S. Gold, anche in seguito alle lamentele pubblicate dai lettori sulle riviste, dichiarò che i suoi progetti iniziali riguardo a World Cup Carnival erano ben diversi. Secondo una lettera di spiegazioni inviata alla rivista Crash, la U.S. Gold aveva già acquisito la licenza per un prodotto sui mondiali di calcio nell'estate 1985 e aveva commissionato a una ditta esterna lo sviluppo del programma, che doveva essere di qualità paragonabile al successo Match Day con l'aggiunta di nuove caratteristiche. Poi però si scoprì che la ditta esterna stava per essere liquidata e la U.S. Gold, ormai a corto di tempo per la scadenza dei mondiali, fu costretta a ripiegare sull'acquisizione e la modifica di un titolo già esistente che aveva venduto poco.